# بادام هندی وحشی
بادام هندی وحشی (نام علمی: Anacardium excelsum) نام یک گونه از تیره پسته‌ایان است.